# Собачьи звёзды (роман)
«Собачьи звёзды» (англ. The Dog Stars) — постапокалиптический фантастический роман американского писателя Питера Хеллера, изданный в 2012 году.

## Сюжет
В мире будущего большая часть населения Земли была уничтожена пандемией. Хиг, ведёт одинокий образ жизни, живёт в Колорадо, в самолётном ангаре вместе со своим псом Джаспером и угрюмым стрелком, с которым он подружился. Однажды, во время полёта на старой «Сессне», по радио передаётся таинственное сообщение, и он начинает поиски происхождения звука.

## Отзывы и оценки
NPR в своей рецензии охарактеризовал роман как «отличный» пишет: «С его душевным героем, макабрическими злодеями, нежной (хотя и тонкой) любовной историей и боевыми сценами, разбросанными с идеальными интервалами, эта история разворачивается с энергией фильма, которым она, несомненно, станет. Но он также успешен как мрачный, поэтичный и смешной роман сам по себе».
Издание The Boston Globe также высоко оценила роман, заявив: «Питер Хеллер предлагает проницательный рассказ о физическом, психическом и духовном выживании, развёрнутый в драматической и часто лирической прозе, сложную историю, в которой неожиданная надежда упорно мерцает среди тьмы».

## Экранизация
8 ноября 2024 годастало известно, что Ридли Скотт станет режиссёром экранизации романа, производством займётся компания 20th Century Studios. Автором сцениария стал Марк Л. Смит. Пол Мескал, ранее работавший со Скоттом в фильме «Гладиатор 2», ведёт переговоры о главной роли в проекте, производство должно начаться весной 2025 года.